# Zé Antônio
José Antônio Pereira, mais conhecido como Zé Antônio (Monte Azul Paulista, 19 de março de 1984), é um futebolista brasileiro que atua como volante. Atualmente joga no Joinville Esporte Clube

## Carreira

### Início
Revelado nas divisões de base do Botafogo-SP, rapidamente se destacou pela força física e seu chute forte, além da precisão nas cobranças de falta.

### Atlético Mineiro
Chegou no Atlético Mineiro em 2004, onde atuou até 2007, ano em que foi emprestado para o BK Häcken, da Suécia. Pelo clube mineiro, disputou 38 partidas e marcou oito gols.

### Atlético Paranaense
Zé Antônio foi emprestado para o Atlético Parananense para a temporada de 2008, e no fim dessa temporada foi contratado em definitivo para ajudar a equipe no próximo ano.

### Sport
Foi contratado pelo Sport no dia 17 de agosto de 2009, indicado pelo técnico Péricles Chamusca para a disputa do Campeonato Brasileiro. Mesmo com o clube sendo rebaixamento, teve seu vínculo renovado com a equipe pernambucana para disputar a segunda divisão do ano seguinte.

### Goiás
Em 2011, o jogador foi contratado pelo Goiás para a disputa da Série B. 

### Retorno ao Botafogo-SP
No segundo semestre de 2012, teve o seu retorno anunciado pelo Botafogo de Ribeirão Preto, com o objetivo de ajudar a equipe na Copa Paulista. 

### Portuguesa
Logo depois da eliminação do Botafogo-SP na Copa Paulista, foi emprestado a Portuguesa para disputar a Série A e ajudar a evitar o rebaixamento da equipe paulista para a segunda divisão. A Lusa terminou o campeonato na 16º colocação, mantendo-se assim na elite do Campeonato Brasileiro.

### Botafogo-SP
Acabando seu empréstimo com a Portuguesa, Zé Antônio voltou para o Botafogo para a disputa da Série D. Nesse ano, o jogador completou 18 partidas e marcou três gols pela equipe.

### Paysandu
O Paysandu foi um dos times que o jogador teve a sua passagem mais longa, onde, em dois anos, completou 86 jogos e marcou sete gols.

### América-RN
No ano de 2015, Zé Antônio foi anunciado pelo América-RN, onde marcou dois gols em 27 jogos.

### Linense e Guarani
Foi contratado pelo Linense em 2016, onde jogou 16 partidas e marcou dois gols. No mesmo ano ele foi anunciado pelo Guarani, onde jogou apenas 8 partidas. No ano seguinte ele voltou para o Linense, onde jogou mais 12 partidas e ainda marcou um gol.

### Figueirense
No dia 20 de abril de 2017, foi anunciado como novo reforço do Figueirense. Chegou no ano em que o clube se transformou em um clube-empresa, onde no momento o projeto era muito tentador e com várias promessas e que nos anos seguintes não foram cumpridas. Zé conseguiu ajudar a evitar o rebaixamento da equipe para a terceira divisão, ficando em 12º colocado em 2017. O ano de 2018 começou muito bem, com o título estadual, onde o clube de Florianópolis ganhou de 2 a 0 da Chapecoense, na Arena Condá. O ano de 2018 foi bastante conturbado para o clube. O Figueirense fez a sua pior campanha da história da competição, ficando em 15º colocado, apenas 3 pontos na frente da zona de rebaixamento. Chegou a iniciar bem a temporada de 2019, completando dois anos no clube e alcançando a marca de mais de 100 jogos. No entanto, assim como os outros aletas do Figueira, passou por dificuldades pois a empresa que cuidava do clube não estava cumprindo o que estava sob contrato, como ajuda financeira e ainda havia vários salários e outros pagamentos em atraso. Problemas, esses, que culminaram no W.O. da equipe em jogo válido pela Série B contra a equipe do Cuiabá.

## Títulos
Atlético Mineiro
- Campeonato Brasileiro - Série B: 2006
- Campeonato Mineiro: 2007

Sport
- Campeonato Pernambucano: 2010

América de Natal
- Campeonato Potiguar: 2015

Figueirense
- Campeonato Catarinense: 2018
- Recopa Catarinense: 2019

### Prêmios individuais
Figueirense
- Campeonato Catarinense: Bola de Ouro de Melhor Volante - 2018